# Дрен
Дрен (ијек. дријен)  (лат. Cornus mas) припада породици дренова и расте у јужној Европи и југозападној Азији. Други народни називи дрена су: била свибовина, дренак, дренић, дренка, дреновина, дрењ, дријен, дријенак, дриника, дрин, дриновина, дрњулић, жути дренак, курослипник, румени дрен, тврди дријен, црвени дријенак. Плод дрена се назива и: дренка, дрењка, дрењула, дрењина.

## Опис
То је самоникли листопадни грм средњег или великог раста, од 2 до преко 5 метара висине, са густом крошњом коју чине тамнобраон гранчице и зелено лишће. Корен је одлично развијен. Кора стабла је сивкаста до сиво-жута, испуцала, гране расту наспрамно, глатка док је млада биљка, а касније испуца у виду љуспица. Разликују се лисни од цветних пупољака. Лисни пупољци су ситнији од цветних, ланцетастог су изгледа и садрже љуспице. Цветни пупољци се налазе на изданцима. Листови су јајасти или јајасто-елиптични, без назубљења, зашиљени, дуги 6-10cm, благо закривљени и имају карактеристичне јаке жиле (по четири са обе стране листа). Распоред листова је наспраман. Наличје листова садржи беле длачице. Цвета пре листања, од фебруара до марта. Цветови су жути, у штитастој цвасти од 10-20 комада, правилни су и четворочлани.

## Станиште
Настањује низијска и брдска подручја, најчешће на кречњачкој подлози. Чест је становник храстових шума.

## Употреба

### Плод
Плод је коштуница, звана дрењина или дрењак, овалног облика и црвене боје (као мала шљива),  дужине око 1 цм, а 0,5 cm ширине, унутар меснатог омотача има дугуљасту коштицу. Док је незрео, веома је кисео, а зрео је тек кад му боја постане тамноцрвена и кад на додир отпадне са дрвета, рано у јесен. Тада је садржај шећера у плоду велики и веома је укусан за јело.
Плод се може јести свеж, а може се и сушити (због спремања чаја). Од њега се прави укусна мармелада, слатко, компот или сок, а у Србији, Албанији и Босни и Херцеговини, посебно у Дрвару се од дрена прави и ракија. У Азербејџану и Јерменији се од њега добија вотка, док се у Турској и Ирану једе са сољу преко лета, или се од њега прави хладан напитак (у Босни такође), који се зове шербе.
У Украјини се гаје хибриди чији плод расте до 4cm дужине.

### Цвет
Биљка се због свог цветања на крају зиме често користи као украсна биљка у вртовима.

### Дрво
Веома је велике густине и, за разлику од већине осталих дрвенастих биљака, не плута на води. Због велике густине је веома чврсто, те се од давнина користи за израду држалица за алатке, делова за машине и сл.
Још од Старе Грчке је познато да се користило за израду лукова, стрела и копаља, а у народној песми о Марку Краљевићу, Марко проверава своју снагу цедећи руком воду из „суве дреновине“.

## Расејавање и размножавање
Расејава се помоћу инсеката док се размножавање обавља преко семена или вегетативно.

## Лековитост
Опоре (танини) и полиуронске (пектини) материје повољно делују на слузницу црева, због чега се сок, пекмез, чај и други производи справљени од зрелих дрењина дају као лек за лечење дијареје и других обољења органа за варење. Сличног је дејства и кора. Праве се и слатко, компот и џем.

## Галерија
- Cornus mas
- Cornus mas
- Cornus mas
- Cornus mas, плод
- Cornus mas
- Cornus mas
- Cornus mas
- Cornus mas
- Cornus mas
- Cornus mas, плод
- Cornus mas
- Cornus mas, плод
- Cornus mas, плод
- Cornus mas, цваст
- Cornus mas, цваст
- Cornus mas, цваст
- Cornus mas, цваст
- Cornus mas, цваст